# Владыко, Надежда Васильевна
Надежда Васильевна Владыко (до 2017 — Черновец; бел. Надзея Васильеўна Владыка (Чарнавец); род. 2 января 1992, Минск, Беларусь) — белорусская волейболистка, центральная блокирующая, мастер спорта Республики Беларусь.

## Биография
Начала заниматься волейболом в 12-летнем возрасте в РУОР города Минска. Первый тренер — А.А.Азаренко.
С 2009 года на протяжении 6 сезонов выступала за «Минчанку», а в 2015—2016 играла в Польше. В 2016 вернулась в «Минчанку», в составе которой 5 раз становилась чемпионкой Беларуси, серебряным призёром розыгрыша Кубка ЕКВ, а также дебютировала в суперлиге чемпионата России. С 2022 — игрок ВК «Енисей» (Красноярск).
В 2009—2010 играла за молодёжную и юниорскую сборные страны в отборочных турнирах чемпионатов Европы. В 2011 и 2014 привлекалась к выступления за национальную сборную Беларуси. В 2021 году вернулась в сборную, приняв в её составе участие в Евролиге и чемпионате Европы.

## Игровая карьера
- 2009—2015 —  «Минчанка» (Минск);
- 2015 —  «Завиша» (Сулехув);
- 2015—2016 —  «Политехника» (Ополе);
- 2016—2018, 2019—2022 —  «Минчанка» (Минск);
- 2022—2023 —  «Енисей» (Красноярск);
- 2023—2024 —  «Минчанка» (Минск).

## Достижения

### Клубные
- 6-кратная чемпионка Беларуси — 2010, 2017, 2018, 2020, 2021, 2022;
  - 3-кратный серебряный (2011, 2014, 2015) и двукратный бронзовый (2012, 2013) призёр чемпионатов Беларуси.
- 5-кратный победитель розыгрышей Кубка Беларуси — 2016, 2019, 2020, 2021, 2023.
- 3-кратный обладатель Суперкубка Беларуси — 2016, 2017, 2019.
- серебряный призёр розыгрыша Кубка Европейской конфедерации волейбола 2018.
- бронзовый призёр Балтийской лиги 2013.

### Со сборной Беларуси
- участница Евролиги 2011 и 2021.
- участница чемпионата Европы 2021.